# Селезнёв, Николай Николаевич
Никола́й Никола́евич Селезне́в (18 мая 1971, Москва — 13 мая 2021, там же) — российский историк, востоковед, исследователь сирийской и арабо-христианской культур и специалист по истории и богословию Ассирийской церкви Востока. Доктор филологических наук, ведущий научный сотрудник института классического Востока и античности НИУ ВШЭ.

## Биография
Учился в средних школах № 141 и № 192 г. Москвы. После окончания средней школы закончил училище по профессии краснодеревщик (изготовление мебели), но по этой специальности никогда не работал.
В 1996 году закончил бакалавриат в Свято-Филаретовском православно-христианском институте.
Работал во Всероссийской государственной библиотеке иностранной литературы.
В 2005 году закончил Российский государственный гуманитарный университет (РГГУ) по специальности «Религиоведение», а в 2006 там же защитил диссертацию кандидата исторических наук по теме «Христологический парадокс в истории богословских споров (на примере несторианства и севирианства)», научный руководитель Н. Л. Мусхелишвили. Присутствовавшая на его кандидатской защите Н. В. Брагинская рекомендовала его для академической позиции в Институте восточных культур и античности РГГУ.
В 2006—2017 годах работал в Институте восточных культур и античности РГГУ. В первое время работы занимался систематизацией личной библиотеки В. Н. Топорова, подаренной РГГУ после смерти учёного.
В 2017—2021 годах — ведущий научный сотрудник института классического Востока и античности НИУ ВШЭ. Там же в 2020 Селезнев защитил докторскую диссертацию «„Собеседования“ Илии Нисивинского (975—1046) в контексте межконфессиональных связей в средневековой ближневосточной книжности».
Одним из главных направлений научной деятельности Н. Н. Селезнева было исследование различных аспектов культурного взаимодействия христиан и мусульман в средние века. В последние годы жизни он также занимался исследованием буддийских традиций в исламских текстах.
Участник ряда международных исследовательских и библиографических проектов.
Активный участник списков рассылки Hugoye и NASCAS: Селезнев помогал многим коллегам по всему миру библиографическими и экспертными советами.
Вместе с Г. М. Кесселем он издавал ежегодные библиографические обзоры российских публикаций в области сирийских и арабо-христианских исследований, помогая знакомить западных коллег с российской наукой по этим предметам.
Член Северо-американского общества арабо-христианских исследований (North American Society for Christian Arabic Studies), редколлегии журнала «Scrinium» (Brill), редколлегии журнала «Государство, религия, церковь в России и за рубежом» (РАНХиГС), редколлегии журнала «Христианский Восток» (Государственный Эрмитаж, СПб — Институт всеобщей истории РАН, Москва), редколлегии журнала «Символ» (Париж-Москва), редколлегии серии «Eastern Christian Cultures in Contact» издательства Brepols.
Селезнев владел многими древними и современными языками, включая средневековый арабский и сирийский, и был переводчиком.
Скончался в возрасте 49 лет от коронавирусной инфекции 13 мая 2021 года.

### Книги
- Селезнев Н. Н. «Книга общности веры» — средневековый восточнохристианский экуменический трактат. М.: Грифон, 2018.
- Селезнев Н. Н. Книга собеседований Илии, митрополита Нисивина, c везиром Абу-л-Касимом ал-Хусайном ибн ‘Али ал-Магриби и Послание митрополита Илии везиру Абу-л-Касиму. М.: Грифон, 2018.
- Селезнев Н. Н. Йоханнан Бар Зо’би и его «Истолкование таин»: Критический текст, перевод, исследование. М. : Издательство АЦВ, 2016.
- Селезнев Н. Н. Pax Christiana et Pax Islamica: Из истории межконфессиональных связей на средневековом Ближнем Востоке / Под общ. ред.: И. С. Смирнов. М. : Издательство РГГУ, 2014.
- Селезнев Н. Н. Богословские собеседования между Католикосом Церкви Востока Мар Тиматеосом I (727—823) и халифом ал-Махди, повелителем правоверных / Пер. с араб. (под ред.: Д. А. Морозов). М. : Издательство АЦВ, 2005.
- Селезнев Н. Н. Несторий и Церковь Востока. М. : Путь, 2005.
- Селезнев Н. Н. Христология Ассирийской Церкви Востока: Анализ основных материалов в контексте истории формирования вероучения. М. : Euroasiatica, 2002.
- Селезнев Н. Н. Ассирийская Церковь Востока: Исторический очерк. М. : Ассирийская Церковь Востока, 2001.

### Сборники
- Христианский Восток: государства и межконфессиональные связи / Сост.: Н. Н. Селезнев. Т. 33. Вып. 2. М. : РАНХиГС, 2015.
- Miscellanea Orientalia Christiana. Восточнохристианское разнообразие / Сост.: Н. Н. Селезнев, Ю. Н. Аржанов. М. : Пробел — 2000, 2014.
- Syrians and the Others: Cultures of the Christian Orient in the Middle Ages / Сост.: B. Lourié, N. Seleznyov. Vol. X. Leiden : Brill, 2014.
- Syriaca • Arabica • Iranica / Сост.: Н. Л. Мусхелишвили, Н. Н. Селезнев. Т. 61. М., Париж : Изд-во ИФТИ, 2012.
- Syriaca & Arabica / Сост.: Н. Л. Мусхелишвили, Н. Н. Селезнев. Т. 58. М., Париж : Изд-во ИФТИ, 2010.
- Духовная культура сирийцев / Сост.: Н. Л. Мусхелишвили, Н. Н. Селезнев. Т. 55. М., Париж : Изд-во ИФТИ, 2009.

### Под редакцией
- Протопр. Афанасьев Н. Н. Ива Эдесский и его время / Науч. ред.: Н. Н. Селезнев. М. : НОУ ВПО «Свято-Филаретовский православно-христианский институт», 2018.
- Орлов А. А. Воскрешение Ветхого Адама: Вознесение, преображение и обожение праведника в ранней иудейской мистике / Пер. с англ.; отв. ред.: Н. Н. Селезнев. М. : Пробел — 2000, 2014.
- Притула А. Д. Восточносирийский гимнографический сборник Вардā (XIII—XVI вв.): Исследование, публикация текстов / Науч. ред.: Н. Н. Селезнев. Т. XIII. Вып. 7. СПб. : Издательство Государственного Эрмитажа, 2014.
- Терпелюк А. А. История мученичества Мар Курйакуса и Йолиты (Кирика и Иулитты) / Науч. ред.: Н. Н. Селезнев. М. : Издательство АЦВ, 2009.
- Корбен А. Свет Славы и Святой Грааль / Науч. ред.: Н. Н. Селезнев. М. : Волшебная Гора, 2006.

### Статьи и главы в книгах
- Seleznyov N., Kessel G. Bibliography of Syriac and Christian Arabic Studies in Russian, 2020 // Hugoye: Journal of Syriac Studies. 2021. Vol. 24. No. 1. P. 299—316.
- Seleznyov N., Kessel G. Bibliography of Syriac and Christian Arabic Studies in Russian, 2019 // Hugoye: Journal of Syriac Studies. 2020. Vol. 23. No. 1. P. 181—191.
- Селезнев Н. Н. Devatāsūtra в арабском «Сборнике летописей» Рашид ад-Дина // Государство, религия, церковь в России и за рубежом. 2020. Т. 38. № 3. С. 237—254. doi
- Seleznyov N. Al-Makīn ibn al-ʿAmīd on Moses of Crete // Scrinium: Journal of Patrology and Critical Hagiography. 2019. Vol. 15. No. 1. P. 321—327. doi
- Seleznyov N., Kessel G. Bibliography of Syriac and Christian Arabic Studies in Russian, 2018 // Hugoye: Journal of Syriac Studies. 2019. Vol. 22. No. 1. P. 295—305.
- Seleznyov N. Yaˁqub och Jakobiter: Namnets syriska ursprung och dess Egyptisk-arabiska tolkningar, in: Jakobiter: Vilka är de? Uppkomsten av dagens syrisk-ortodoxa kyrka. En historisk bakgrund. Södertälje : Nsibin, 2019. Ch. 1. P. 13-23.
- Seleznyov N., Kessel G. Bibliography of Syriac and Christian Arabic Studies in Russian, 2017 // Hugoye: Journal of Syriac Studies. 2018. Vol. 21. No. 1. P. 127—141.
- Seleznyov N. Seven Sessions or Just a Letter? Observations on the Structure of the Disputations between Elias, Metropolitan of Nisibis, and the Vizier Abū l-Qāsim al-Maghribī // Scrinium: Journal of Patrology and Critical Hagiography. 2018. Vol. 14. No. 1. P. 434—445. doi
- Селезнев Н. Н. Антииудейская полемика в «Собеседованиях» Илии, митрополита Нисивина, и везира Абу-л-Касима ал-Магриби // Государство, религия, церковь в России и за рубежом. 2018. Т. 36. № 2. С. 300—314. doi
- Seleznyov N., Kessel G. Bibliography of Syriac and Christian Arabic Studies in Russian, 2016 // Hugoye: Journal of Syriac Studies. 2017. Vol. 20. No. 1. P. 317—331.
- Селезнев Н. Н. «И вселисѧ въ ны»: Боговселение (al-ḥulūl) в мусульманско-христианском диалоге. Илия Нисивинский и Абӯ-л-Ḳāсим ал-Маг̣рибӣ // В кн.: Христианский восток Т. 8 (XIV). СПб. : Издательство Государственного Эрмитажа, 2017. Гл. 17. С. 297—312.
- Селезнев Н. Н. Джавхар в мусульманско-христианском диалоге о Творце: Илия Нисивинский, Абу-л-Касим ал-Магриби, Ибн Хазм // В кн.: «Рассыпанное» и «собранное»: когнитивные приёмы арабо-мусульманской культуры. М. : ООО «Садра», 2017. Гл. 12. С. 549—560.
- Селезнев Н. Н. Основы христианско-мусульманских отношений по свидетельству «Собеседований» Илии Нисивинского и везира Абу-л-Касима ал-Магриби // Исторический вестник. 2017. № 20. С. 294—307.
- Seleznyov N., Kessel G. Bibliography of Syriac and Christian Arabic Studies in Russian, 2015 // Hugoye: Journal of Syriac Studies. 2016. Vol. 19. No. 1. P. 247—257.
- Селезнев Н. Н. «Хотя и не обязательно для меня то, что приведено в Коране, я выведу из него доказательство»: Третья беседа Илии, митрополита Нисивина, и везира Абу-л-Касима ал-Магриби // В кн.: Ya evaṃ veda… Кто так знает… Памяти Владимира Николаевича Романова / Составитель: Н. Ю. Чалисова, Н. В. Александрова, М. А. Русанов; под общ. ред.: И. С. Смирнов. Т. LXI: Orientalia et Classica. М. : Издательство РГГУ, 2016. Гл. 14. С. 349—363.
- Селезнев Н. Н. Адам и Слово: Второе собеседование Илии Нисивинского и Абу-л-Касима ал-Магриби // В кн.: Источниковедение культурных традиций Востока: гебраистика — эллинистика — сирология — славистика. Сборник научных статей. СПб. : Петербургский институт иудаики, 2016. Гл. 17. С. 261—276.
- Селезнев Н. Н. Живой, Глаголящий и Незримый: Беседа Илии, митрополита Нисивина, и везира Абу-л-Касима ал-Магриби о единобожии и троичности // Волшебная гора. 2016. Т. XVII. С. 129—144.
- Seleznyov N. Սելեզնյով, Նիկոլայ. Արեւելքի Ասորական Եկեղեցու Քրիստոսաբանությունը. Հիմնական սկզբնաղբյուրների վերլուծություն դոգմայի ձեւավորման պատմության համատեքստում. Մար Բաբայ Ռաբբա (Մեծ) / Ռուսերենից թարգմանեցին եւ ծանոթագրեցին Տ. Շահե Վրդ. Անանյանը, Ցոլակ Սրկ. Հարությունյանը [Христология Ассирийской Церкви Востока: Анализ основных материалов истории вероучения. Мар Баввай Рабба (Великий)] / Пер. с рус. // Էջմիածին [Эчмиадзин]. 2016. No. 5. P. 9-23.
- Seleznyov N., Kessel G. Bibliography of Syriac and Christian Arabic Studies in Russian, 2014 // Hugoye: Journal of Syriac Studies. 2015. Vol. 18. No. 1. P. 125—145.
- Селезнев Н. Н. [Рец. на] Noble, Samuel and Treiger, Alexander (2014) The Orthodox Church in the Arab World, 700—1700: An Anthology of Sources / Foreword by Metropolitan Ephrem (Kyriakos). DeKalb, IL.: Northern Illinois University Press. — 355 p. // Государство, религия, церковь в России и за рубежом. 2015. Т. 33. № 2. С. 304—308.
- Селезнев Н. Н. «Ибо их Писание повелевает…»: Четвёртая беседа Илии, митрополита Нисивина, и везира Абу-л-Касима ал-Магриби // Вестник Санкт-* Петербургского университета. Серия 9. Филология. Востоковедение. Журналистика. 2015. № 4. С. 57-65.
- Селезнев Н. Н. Апологетический аспект средневекового несторианского энциклопедического сочинения «Башня» (Kitāb al-maǧdal) на примере глав о любви (al-maḥabba) и чистоте (aṭ-ṭahāra) // Вестник РГГУ. Серия: История. Филология. Культурология. Востоковедение. 2015. № 3. С. 9-20.
- Селезнев Н. Н. История экуменизма: Забытый ранний этап // Государство, религия, церковь в России и за рубежом. 2015. Т. 33. № 2. С. 161—181.
- Селезнев Н. Н. Коптская Церковь: Богословие // В кн.: Православная энциклопедия Т. 37. Церковно-научный центр «Православная энциклопедия», 2015. С. 557—563.
- Seleznyov N. Արեւելքի Ասորական Եկեղեցու Քրիստոսաբանությունը. Դիոդորոս Տարսոնացի. Թեոդորոս Մոպսուեստացի. Մար Նարսայ. Նեստոր / Пер. с рус. // Էջմիածին [Эчмиадзин]. 2015. No. 12. P. 24-54.
- Seleznyov N. Արեւելքի Ասորական Եկեղեցու Քրիստոսաբանությունը. Հիմնական սկզբնաղբյուրների վերլուծություն դոգմայի ձեւավորման պատմության համատեքստում [Христология Ассирийской Церкви Востока: Анализ основных материалов истории вероучения (ч.1)] / Пер. с рус. // Էջմիածին [Эчмиадзин]. 2015. No. 5. P. 19-48.
- Seleznyov N. «For they ascend to three maḏāhib as their roots»: An Arabic Medieval Treatise on Denominations of Syrian Christianity, in: «Рассыпанное» и «собранное»: стратегии организации смыслового пространства в арабо-мусульманской культуре. М. : ООО «Садра», 2015. Ch. 5. P. 122—135.
- Seleznyov N., Kessel G. Bibliography of Syriac and Christian Arabic Studies in Russian, 2013 // Hugoye: Journal of Syriac Studies. 2014. Vol. 17. No. 1. P. 132—140.
- Селезнев Н. Н. Passio secundum Ibn al-Akfānī: учение христианских конфессий о крестных страданиях в традиционном арабо-мусульманском религиоведении // В кн.: Miscellanea Orientalia Christiana. Восточнохристианское разнообразие / Сост.: Н. Н. Селезнев, Ю. Н. Аржанов. М. : Пробел — 2000, 2014. С. 348—358.
- Seleznyov N. The Laments of the Philosophers over Alexander the Great according to The Blessed Compendium of al-Makīn ibn al-ʿAmīd // Scrinium: Journal of Patrology and Critical Hagiography. 2014. Vol. X. P. 97-114.
- Селезнев Н. Н. Ал-Макин ибн ал-ʿАмид о Моисее Критском // В кн.: Иудаика и арамеистика. Сборник научных статей на основе материалов Третьей ежегодной конференции по иудаике и востоковедению Вып. 3. СПб. : АНОО «Петербургский институт иудаики», 2014. С. 151—161.
- Селезнев Н. Н. Семь канонов и девять знамений: Вероучительная часть литургической поэмы Йоханнана Бар Зо’би «Истолкование таин» // В кн.: Miscellanea Orientalia Christiana. Восточнохристианское разнообразие / Сост.: Н. Н. Селезнев, Ю. Н. Аржанов. М. : Пробел — 2000, 2014. С. 92-127.
- Seleznyov N. «These stones shall be for a memorial»: A discussion of the abolition of circumcision in the Kitāb al-Maǧdal // Scrinium: Journal of Patrology and Critical Hagiography. 2014. Vol. X. P. 115—148.
- Seleznyov N., Kessel G. Bibliography of Syriac and Christian Arabic Studies in Russian, 2010—2012 // Hugoye: Journal of Syriac Studies. 2013. Vol. 16. No. 1. P. 134—155.
- Seleznyov N. Franks and Eastern Christian Communities: A Survey of their Beliefs and Customs by an Arabic-Speaking Coptic Author (MS Mingana Chr. Arab. 71) // Christian Orient. 2013. Vol. XII. No. 6. P. 150—161.
- Seleznyov N. Jacobs and Jacobites: The Syrian origins of the name and its Egyptian Arabic interpretations // Scrinium: Journal of Patrology and Critical Hagiography. 2013. Vol. 9. P. 382—398.
- Селезнев Н. Н. [Рец. на] Relations entre les peuples de l’Europe Orientale et les chrétiens arabes au XVIIe siècle: Macaire III Ibn al-Za‘īm et Paul d’Alep. Actes du Ier Colloque international, le 16 septembre 2011, Bucarest / Institut d’Études sud-est européennes de l’Académie Roumaine, Bucarest; textes réunis et présentés par Ioana Feodorov. Bucureşti: Editura Academiei Române, 2012 // Вестник Православного Свято-Тихоновского гуманитарного университета. Серия 1: Богословие. Философия. Религиоведение. 2013. Т. 46. № 2. С. 124—127.
- Селезнев Н. Н. Изречения философов над гробом Александра Великого по «Истории» ал-Макӣна ибн ал-ʿАмӣда // История философии. 2013. № 18. С. 248—267.
- Селезнев Н. Н., Фурман Ю. В. От алфавита до причины всех причин: Йоханнан бар Зоʿби — восточносирийский автор монгольской эпохи и его трактаты в стихах // В кн.: Institutionis Conditori: Илье Сергеевичу Смирнову / Сост.: Н. П. Гринцер, М. А. Русанов, Н. Ю. Чалисова, Л. Е. Коган, Г. С. Старостин. М. : Изд-во РГГУ, 2013.
- Селезнев Н. Н. Средневековая несторианская энциклопедия «Башня» (Kitāb al-maǧdal) об «оставлении обрезания» (tark al-ḫitāna) // В кн.: Иудаика и библеистика: Материалы Второй ежегодной конференции по иудаике и востоковедению Вып. 2: Труды по иудаике. СПб. : Петербургский институт иудаики, 2013. С. 158—166.
- Селезнев Н. Н. Царствование императора Анастасия по «Благословенному собранию» ал-Макина ибн ал-ʿАмида // Религиоведение. 2013. № 1. С. 50-59.
- Seleznyov N. «Elias Geveri of Damascus» in Russian Studies of Church History: A Witness to the Two-Finger Sign of the Cross in a Medieval Treatise on Denominations of Syrian Christianity // Scrinium: Journal of Patrology and Critical Hagiography. 2013. Vol. 9. P. 366—381.
- Seleznyov N. [Review of] H.Murre-van den Berg «Classical Syriac, Neo-Aramaic, and Arabic in the Church of the East and the Chaldean Church between 1500 and 1800» publ. in: H.Gzella, M.L.Folmer (eds.). Aramaic in Its Historical and Linguistic Setting. Wiesbaden: Harrassowitz, 2008, pp. 335—351, in: Babel und Bibel 6: Annual of Ancient Near Eastern, Old Testament, and Semitic Studies. Winona Lake : Eisenbrauns, 2012. P. 562—563.
- Селезнев Н. Н. [Рец. на] Kessel, G., Pinggéra, K., A bibliography of Syriac ascetic and mystical literature. Leuven-Paris-Walpole, MA: Peeters, 2011. — (Eastern Christian studies, 11) — ISBN 978-90-429-2457-4 — 224 p. // Вестник ПСТГУ (Серия «Богословие. Философия») 42:4 (2012), С. 123—124. // Вестник Православного Свято-Тихоновского гуманитарного университета. Серия 1: Богословие. Философия. Религиоведение. 2012. Т. 42. № 4. С. 123—124.
- Селезнев Н. Н. Ибн Хазм о Боговоплощении и конфессиональном делении в христианстве // Историко-философский ежегодник. 2012. Т. 2011. С. 313—329.
- Селезнев Н. Н. Интерпретации происхождения названия «яковиты» у средневековых арабоязычных египетских авторов // Вестник РГГУ. Серия «Востоковедение. Африканистика». 2012. Т. 100. № 20. С. 153—168.
- Селезнев Н. Н. Ираклий и Ишоʿйав II: Восточный эпизод в истории «экуменического» проекта византийского императора // Символ. Журнал христианской культуры. 2012. Т. 61. С. 280—300.
- Селезнев Н. Н. От франков до нубийцев: арабоязычный коптский книжник об особенностях христианских сообществ (по рукописи Mingana Chr. Arab. 71) // Религиоведение. 2012. № 1. С. 7-15.
- Селезнев Н. Н. Средневековый восточнохристианский экуменизм как следствие исламского универсализма // Философский журнал. 2012. Т. 8. № 1. С. 77-85.
- Селезнев Н. Н. Христианские сообщества на Востоке по свидетельству Леонхарта Раувольфа // Точки. 2012. Т. 11. № 1-4. С. 415—424.
- Селезнев Н. Н. Хроника или исторический роман? Царствование Зинона и события на Востоке по «Благословенному собранию» ал-Макӣна ибн ал-ʿАмӣда // В кн.: Aeternitas. Сборник статей по греко-римскому и христианскому Египту. М. : Центр египтологии РАН, 2012. С. 120—148.
- Селезнев Н. Н. Хунайн ибн Исхак в «Своде основ религии» Ал-Муʾтамана ибн ал-ʿАссаля // Волшебная гора. 2012. Т. XVI. С. 34-41.
- Селезнев Н. Н. «Коптский историк» — потомок выходца из Тикрита: Ал-Макин ибн ал-ʿАмид и его «История» // Точки. 2011. Т. 10. № 1-2. С. 45-53.
- Селезнев Н. Н. «Мелькиты» в арабо-мусульманском традиционном религиоведении // Точки. 2011. Т. 10. № 3-4. С. 27-38.
- Селезнев Н. Н. Несторианский философ в коптской книжности: Ибн ат-Таййиб в пересказе Ибн ал-Ассаля // История философии. 2011. № 16. С. 265—280.
- Селезнев Н. Н. Сиро-палестинская мелькитская традиция: история обретения и утраты культурного своеобразия // Вестник Российского государственного гуманитарного университета. Серия: Востоковедение. Африканистика. 2011. № 2. С. 221—231.
- Селезнев Н. Н. Сочинение средневекового сирийского книжника в пересказе арабоязычного копта-энциклопедиста // Вестник Российского государственного гуманитарного университета. Серия: История / Studia classica et mediaevalia. 2011. Т. 76. № 14. С. 266—279.
- Seleznyov N. Annotated Bibliography of Syriac Studies in Russian 2009 // Hugoye: Journal of Syriac Studies. 2010. Vol. 13. No. 1. P. 108—117.
- Seleznyov N. Nestorius of Constantinople: Condemnation, Suppression, Veneration; With Special Reference to the Role of His Name in East-Syriac Christianity // Journal of Eastern Christian Studies. 2010. Vol. 62. No. 3-4. P. 165—190. doi
- Селезнев Н. Н. «Послание о единстве» багдадского мелькита в составе энциклопедического «Свода» арабоязычного копта XIII века // Государство, религия, церковь в России и за рубежом. 2010. № 3. С. 151—156.
- Селезнев Н. Н. Восточносирийский автор рубежа XII—XIII вв. — Йоханнан Бар Зо’би — и его пролог к «Истолкованию таин» // Точки. 2010. Т. 9. № 3-4. С. 9-48.
- Селезнев Н. Н. Западносирийский книжник из Арфада и иерусалимский митрополит Церкви Востока. «Книга общности веры» и её рукописная редакция на каршуни // Символ. Журнал христианской культуры. 2010. Т. 58. С. 34-87.
- Селезнев Н. Н. Средневековое сочинение о конфессиях сирийского христианства и его использование в русской церковно-исторической науке // Вестник Русской христианской гуманитарной академии. 2010. Т. 11. № 3. С. 28-38.
- Селезнев Н. Н. Христиане в сводном труде служащего мамлюкской канцелярии: ал-Калкашанди о христианстве и его основных конфессиях / Пер. с араб. // Символ. Журнал христианской культуры. 2010. Т. 58. С. 386—402.
- Селезнев Н. Н., Брок С. Ефрем Сирин: Богословие // В кн.: Православная энциклопедия. Т.19 Т. 19. М. : Церковно-научный центр «Православная энциклопедия», 2009. С. 100—104.
- Селезнев Н. Н. Имя Нестория как символ и вопрос его почитания в восточносирийской традиции христианства // Символ. Журнал христианской культуры. 2009. Т. 55. С. 257—286.
- Селезнев Н. Н. Католикос-Патриарх Церкви Востока Мар Илия III и его «Слово на праздник Рождества Христова» / Пер. с араб. // Символ. Журнал христианской культуры. 2009. Т. 55. С. 389—395.
- Seleznyov N. The Church of the East & Its Theology: History of Studies // Orientalia Christiana Periodica. 2008. Vol. 74. P. 115—131.
- Селезнев Н. Н., Кессель Г. М. Новые публикации по сирологии на русском языке // Scrinium: Journal of Patrology and Critical Hagiography. 2008. № 4. С. 394—402.
- Seleznyov N. Foreword, in: Indian Church History Lectures. Trichur : Mar Narsai Press, 2007. P. 13-14.
- Селезнев Н. Н. Древняя Церковь Востока // В кн.: Православная энциклопедия Т. XVI. М. : Церковно-научный центр «Православная энциклопедия», 2007. С. 265—266.
- Селезнев Н. Н. Дынха IV Мар, Хананья // В кн.: Православная энциклопедия Т. XVI. М. : Церковно-научный центр «Православная энциклопедия», 2007. С. 509—510.
- Seleznyov N. مار نسطور وكتابه (تغورتا دهيراقليدس) // ʾIzgadda. 2007. Vol. 1. No. 6-7. P. 8-11.
- Селезнев Н. Н. Несторий и его апология «Книга Гераклида» // Религиоведение. 2006. № 3. С. 16-27.
- Селезнев Н. Н. Несторий. Книга Гераклида Дамасского (избранное) / пер. с сир. // Волшебная гора. 2006. Т. XII. С. 66-82.
- Селезнев Н. Н., Кессель Г. М. Новые публикации по сирологии на русском языке // Scrinium: Journal of Patrology and Critical Hagiography. 2006. № 2. С. 481—487.
- Селезнев Н. Н. Старообрядцы XVIII в. и «асирские христиане» Японии // Волшебная гора. 2006. Т. XII. С. 181—186.
- Селезнев Н. Н. Ассирийская Церковь Востока // В кн.: Большая Российская энциклопедия Т. 2: Анкилоз — Банка. М. : Большая российская энциклопедия, 2005. С. 375—376.
- Селезнев Н. Н., Марей А. В. Китай // В кн.: Католическая Энциклопедия в 5 тт. Т. 2: И-Л. М. : Издательство Францисканцев, 2005. С. 1035—1046.
- Селезнев Н. Н., Задворный В. Л. Несторианство // В кн.: Католическая Энциклопедия в 5 тт. Т. 2: И-Л. М. : Издательство Францисканцев, 2005. С. 803—804.
- Селезнев Н. Н. Уйгуры-христиане и их религиозно-историческая судьба // Волшебная гора. 2005. Т. XI. С. 72-76.
- Селезнев Н. Н. [Рец. на] Джованни Гуайта, 1700 лет верности. История Армении и её Церкви. (М.: FAM, 2002), 397 с., карт., илл., ISBN 5-89831-013-4 // Христианский восток. 2002. Т. X. № 4. С. 591—591.
- Селезнев Н. Н. Библия: Ассирийские переводы // В кн.: Православная энциклопедия Т. 5: Бессонов — Бонвеч. М. : Церковно-научный центр «Православная энциклопедия», 2002. С. 187—188.

### Переводы
- Ден Хайер Й. Отношения между коптами и сирийцами в свете открытий в Дейр ас-Сурйāн / Пер. с англ.: Н. Н. Селезнев // Государство, религия, церковь в России и за рубежом. 2015. Т. 33. № 2. С. 118—139.
- Орлов А. А. «Потаённые книги»: иудейская мистика в славянских апокрифах / Пер. с англ.: Н. Н. Селезнев, А. В. Марков, И. Ю. Мирошников. М. : Мосты культуры / Gesharim, 2011.

## Семья
Отец — Селезнев Николай Игоревич (27 августа 1940—2012) имел незаконченное высшее образование. Работал фотокорреспондентом в журнале «Городское хозяйство Москвы».
Мать — Селезнева (Ахматова) Маргарита Анатольевна (20 октября 1936 — 9 мая 2021). Родилась в городе Калинин (Тверь). Закончила среднюю школу и авиационный техникум в Москве. Сначала работала по специальности, а затем в тресте столовых.
По линии матери в роду было несколько поколений священнослужителей. Трое из них (прадед, брат и дядя прадеда) пострадали за веру — подвергались гонениям и были расстреляны в 1938 году.
Прадед — протоиерей Дмитрий Павлович Ахматов родился 23 сентября 1883 года в селе Протопопово в семье протоиерея Павла Ивановича Ахматова, трое из четырёх сыновей которого тоже стали священниками. Учился в Симбирском Духовном училище и Симбирской Духовной Семинарии. В августе 1908 года рукоположён во священника. Окончил курс Петербургской Духовной Академии со степенью кандидата богословия. С 1914 по 1917 годы был инспектором классов и законоучителем Симбирского 1-ro епархиального женского училища. В апреле 1919 года переведён на службу в Самарскую епархию. Последнее место его службы была Германовская церковь города Ульяновска, одна из старейших церквей Симбирска, где он служил до её закрытия в 1932 году. В последние годы, до самого ареста, подвергался гонениям — на работу нигде не принимали, перебивался случайными заработками. Арестован 20 декабря 1937 г. по т. н. «ульяновскому делу», в ходе которого в г. Ульяновске было арестовано 78 человек духовенства, церковнослужителей и мирян, якобы входивших в «единую общеобластную церковно-монархическую, фашистско-повстанческую контрреволюционную организацию». Расстрелян 17 февраля 1938 года в Ульяновске. Реабилитирован в 1956 г.